# Palpita horakae
Palpita horakae là một loài bướm đêm trong họ Crambidae.